# Martine Schommer
Martine Schommer (* 13. Juli 1961 in Luxemburg) ist eine luxemburgische Diplomatin und Entwicklungspolitikerin.

## Leben
Schommer studierte Slawistik und Sinologie am Institut für orientalische Sprachen und Zivilisationen (INALCO) der Universität Paris III. Im Februar 1987 trat sie in den diplomatischen Dienst des Großherzogtums und durchlief bis 1998 verschiedene Positionen im Außenministerium und den Auslandsvertretungen, unter anderem von November 1991 bis Januar 1995 bei der Ständigen Vertretung Luxemburgs bei der Europäischen Union in Brüssel.
Im August 1998 wurde sie zur Botschafterin in Peking ernannt, auch akkreditiert in der Mongolei, Singapur und Vietnam (mit Dienstsitz in Peking). Von August 2002 bis August 2004 war Schommer als Direktorin für politische Angelegenheiten im Ministerium für Auswärtige Angelegenheiten tätig. 
Von September 2004 bis August 2008 diente sie als Botschafterin gegenüber dem Königreich Belgien sowie Ständige Vertreterin bei der Europäischen Union in Brüssel. Von September 2008 bis August 2012 war Schommer Botschafterin gegenüber der Bundesrepublik Deutschland mit Dienstsitz in Berlin. Ab August 2012 leitete sie die luxemburgische Entwicklungszusammenarbeit und war als Botschafterin in Burkina Faso, Mali, Niger und Senegal akkreditiert. Schommer wurde danach, im September 2017, Ständige Vertreterin Luxemburgs bei der OECD.

## Ehrungen
- Komtur des Verdienstordens Nigers (2017)[3]